# 内務省 (タイ)
内務省 (タイ語:กระทรวงมหาดไทย、英語：Ministry of Interior 英語略：MOI）は、タイ王国政府の省の一つ。1892年に設置。

## 概要
内務省は、幅広い分野の国民の社会生活に関わる分野、特に警察、地方行政、治安維持、市民権、災害管理、土地管理計画、国民証の発行、公共事業などにさまざまな責任を負う。さらに、74県の県知事を指名する。タイ政府の省の中で重要度の高い省の一つに数えられる。内閣の閣僚である内務大臣が省の長となる。

## 歴史

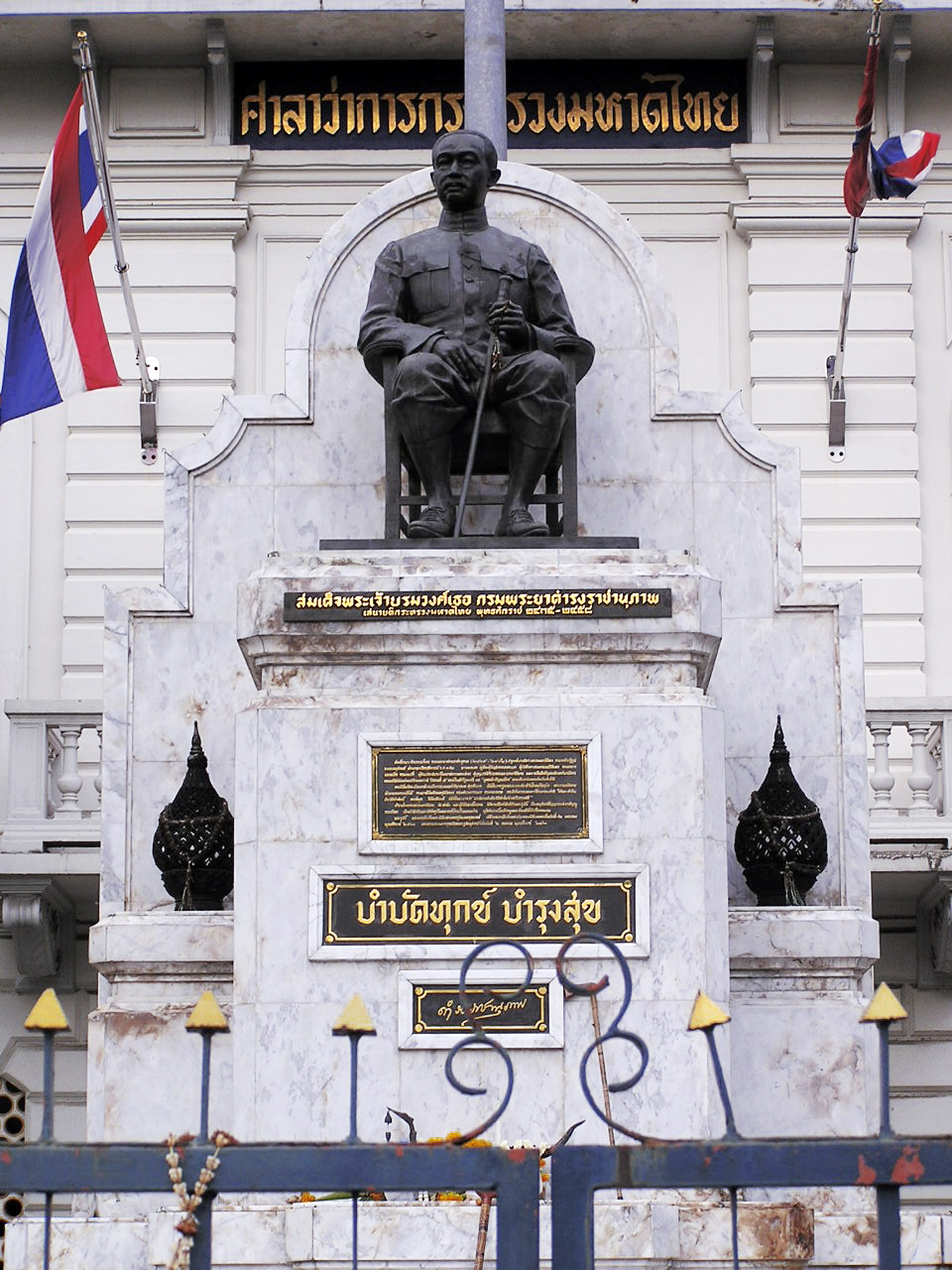
ダムロンラーチャーヌパープ親王の像　内務省庁舎前

内務省が現在の省としての形で設置されたのはラーマ5世のチャクリー改革による。1892年4月1日に異母弟であったダムロン親王が最初に内務省の大臣に任命された。当時、省は三つの局に分かれており中央内務局(タイ語: กรมมหาดไทยกลาง）は総務を、北辺内務局（タイ語: กรมมหาดไทยฝ่ายเหนือ）は治安維持と監察を、パラムパン局（タイ語: กรมพลัมภัง）は地方行政を担当していた。
就任後すぐにダムロン親王は省の改革を行い、国全体に施行した。まず王国内で新たな地方行政制度であるテーサーピバーン制(เทศาภิบาล)を導入し、新たな行政区分、モントン、ムアン、アンプーを全国に採用した。当時親王と内務省が王に次ぐ権勢を持った。1910年にラーマ6世が即位すると、新王とダムロン親王の関係は悪化し、1915年に公には健康上の理由ということで内務大臣を解任された。
1932年に立憲革命が起きると当時内務大臣であったナコーンサワン親王が追放された。以降、内務大臣は内閣による指名で決められるようになった。 多くの内務大臣は警察出身もしくは警察退職である。
　

## 所在地
バンコク プラナコーン区 アッサダーン通り （ถนนอัษฎางค์ แขวงพระนคร กรุังเทพฯ 10200 ）

## 部局

### 事務
- 大臣官房
- 次官事務局

### 内部部局
- 地方行政局 （กรมการปกครอง）
- コミュニティ開発局 （กรมการพัฒนาชุมชน）
- 土地局 （กรมที่ดิน）
- 災害防止軽減局 （กรมป้องกันและบรรเทาสาธารณภัย）
- 建設・都市計画局 （กรมโยธาธิการและผังเมือง）
- 地方自治振興局 （กรมส่งเสริมการปกครองท้องถิ่น）

## 省関連の公社
- 都市電力庁（การไฟฟ้านครหลวง）
- 地方電力庁（การไฟฟ้าส่วนภูมิภาค）
- 都市水道庁（การประปานครหลวง）
- 地方水道庁（การประปาส่วนภูมิภาค）
- 市場機構（องค์การตลาด）

## その他関連組織
- バンコク都
- パッタヤー市

## 関連事項
- 内閣 (タイ)